# قليعي مطوق
القُليْعيّ المطوق أو القُليْعيّ الإفريقي (الاسم العلمي: Saxicola torquata) هو نوع من الطيور يتبع فصيلة خاطفات ذباب العالم القديم ضمن رتبة الجواثم. يستوطن هذا الطائر إفريقيا جنوب الصحراء والمناطق المجاورة لها.